# 17061 Tegler
17061 Tegler (1999 GQ8) là một tiểu hành tinh vành đai chính được phát hiện ngày 10 tháng 4 năm 1999 bởi LONEOS ở Trạm Anderson Mesa.